# フリードリヒ3世 (ブラウンシュヴァイク＝カレンベルク＝ゲッティンゲン公)
フリードリヒ3世（Friedrich III., 1424年 - 1495年3月5日）は、ブラウンシュヴァイク＝リューネブルク公（在位：1482年 - 1484年）。弟ヴィルヘルム2世とゲッティンゲン侯領およびカレンベルク侯領を共同統治したが、1484年に廃位された。不穏公（der Unruhige / Turbulentus）とよばれた。

## 生涯
フリードリヒ3世はブラウンシュヴァイク＝リューネブルク公ヴィルヘルム1世とツェツィーリエ・フォン・ブランデンブルクの息子である。
フリードリヒは若い頃にしばしばフェーデ、襲撃および強盗に加わり、このため後に不穏公のあだ名で呼ばれるようになった。1477年にゲルデルンに派遣されたが、2年後の1479年には帰国せねばならなかった。その理由はおそらく精神障害または精神疾患によるものであった。その後まもなく回復し、再び統治に携わることができるようになった。1482年に父ヴィルヘルム1世が亡くなった後、フリードリヒと弟ヴィルヘルム2世はブラウンシュヴァイク＝リューネブルクを共同で統治した。しかしフリードリヒは領地の分割を要求し、ヴィルヘルムは1483年8月1日に結ばれた条約で、主権は引き続き共有するが、歳入は分割することで合意した。フリードリヒが受け取った中にはカレンベルク侯領が含まれていた。
1482年、ヒルデスハイムの町とヒルデスハイム司教ベルトルト2世・フォン・ランツベルクとの間で、いわゆるヒルデスハイムの大フェーデが始まった。司教は新しい司教税の導入を望んでいたが、ヒルデスハイムはこれを受け入れるのを拒否した。フリードリヒ3世とヴィルヘルム2世の兄弟はこのゲーデにおいて異なる側に味方した。ヴィルヘルム2世は顧問官ハインリヒ・フォン・ハーデンベルク（1492/93年没）の仲介により1484年2月に司教と同盟を締結したが、フリードリヒ3世は1483年9月7日にヒルデスハイムの支援者となった。その1年後の1484年9月、両者の間で武力衝突が勃発した。ヴィルヘルム2世は1484年12月10日に兄フリードリヒ3世を捕虜にし、ガンダースハイムとハーデゲンを経由してハン・ミュンデンに連れて行った。様々な文献においてフリードリヒ3世が捕われた理由が示されている。一部の文献（およびヴィルヘルム自身）はフリードリヒの精神疾患が新たに発症したことに触れているが、他の文献ではヴィルヘルムが領地を分割することを嫌ったためとしている。
ヒルデスハイムの大フェーデは1486年に合意に達し終結した。
1990年代初頭に「フリードリヒ公爵」という民謡が発見され、フリードリヒが捕まった時の様子について触れられている。それは8節で構成され、低地ドイツ語の方言で書かれており、明らかにヒルデスハイムの大フェーデの時代に書かれたものである。この歌では、フリードリヒに降りかかったとされる不正について嘆いている。数人の共謀者がフェーデにおけるフリードリヒの立場に反対していたため、フリードリヒを倒そうと企てた、というものである。もちろん、この歌がどの程度歴史的事実とフィクションを混ぜ合わせているかは、確認することはできない。しかし、文献はかなりの真実がこの歌に隠されている可能性があることを示している。第5節で登場する人物の中には、公爵の顧問官であるオットー・フォン・デア・マルズブルク（おそらく1504年没）とハインリヒ・フォン・ハーデンベルク、そして宰相ヨハネス・シボーレ（fl. 1474年 - 1498年）がおり、彼らはフェーデにおいてブラウンシュヴァイク側で重要な役割を果たした。彼らは、ブラウンシュヴァイク、ゲッティンゲン、カレンベルクの3つの侯領における自身達の影響力を拡大させるために、フリードリヒの捕縛を勧めた可能性がある。
フリードリヒ3世は亡くなるまで監禁状態にあり、1495年3月5日にハン・ミュンデンで死去し、同地に葬られた。

## 結婚
フリードリヒ3世は2度結婚した。1463年にブラウンシュヴァイク＝グルーベンハーゲン公エーリヒ1世の娘でバイエルン公アルブレヒト3世の未亡人であったアンナ（1415年 - 1474年）と結婚した。また、1483年5月10日にリートベルク伯コンラート5世の娘マルガレーテと再婚した。どちらの結婚でも子供は生まれなかった。